# Ramba (Huristak)
Ramba is een bestuurslaag in het regentschap Padang Lawas van de provincie Noord-Sumatra, Indonesië. Ramba telt 762 inwoners (volkstelling 2010).